# Heliothodes suffusana
Heliothodes suffusana là một loài bướm đêm trong họ Noctuidae.